# 一本気伸吾
一本気 伸吾（いっぽんぎ しんご、1956年8月3日 - ）は、東京都出身の俳優。萬屋錦之介/石倉三郎の下で修行をしていた。丸腰一座座長。がいはん星所属。

## 出演

### テレビ

#### フジテレビ系列
- 救命病棟24時 - 伊集院 役
- ライアーゲーム（2007年） - マキタトモユキ（槇田友幸） 役
- 誰かが嘘をついている（2009年） - 戸倉社長 役
- 世にも奇妙な物語
  - 「もう酒ヤ・メ・タ!」

#### NHK
- ちゅらさん（2001年）
- オトコマエ!（2008年） - 中西嘉平 役
- 忠臣蔵の恋〜四十八人目の忠臣〜（2016年） - 村松喜兵衛 役
- アシガール（2017年） - 平念 役
- 精霊の守り人 最終章（2018年） ‐ タロカ 役
- 週休4日でお願いします（2019年） - 白石哲夫 役
- 少年寅次郎 - つる屋重吉 役
  - （2019年）
  - SP（2020年）
- 剣樹抄〜光圀公と俺〜（2021年） - 三吉 役
- プリズム (テレビドラマ)（2022年）
- ひきこもり先生 第2シーズン（2022年）

#### テレビ朝日
- 相棒 Season8 第8話（2009年） - 森本健二 役
- 刑事7人（2017年） - 小野田良夫 役

#### テレビ東京
- 死役所 第7話（2019年11月27日） - 殿村
- ウルトラマンZ 第3話（2020年7月4日） - 親方

#### WOWOW
- 演じ屋 第5話・第6話（2021年8月27日・9月3日）

### インターネット
- 喫茶ベルサイユ - マスター 役
- トクリュウ -闇バイトの罠-（2025年5月17日、BUMP） - 老夫 役

### 映画
- ゴジラ・モスラ・キングギドラ 大怪獣総攻撃（2001年） - 焼津港の釣り人 役[1]
- ヒナゴン（2005年）
- クレーマー（2008年） - 喫茶店マスター 役
- ヤッターマン（2009年）

### CM
- キリン ラガービール  青春の影 篇

### 舞台
- 哀しい予感
- 座頭市